# Jonte (Vorname)
Jonte ist ein männlicher, schwedischer Vorname.

## Herkunft und Bedeutung
Jonte ist die schwedische Koseform verschiedener Namen, die mit Jon- beginnen:
- Koseform von Jon[1], der wiederum eine Koseform von Ión/Johannes:[2][3] „der Herr ist gnädig“[4], oder Jonas/Jona:[2] „Taube“[5]
- Koseform von Jonas:[1] „Taube“[5]
- Koseform von Jonathan:[1] „der Herr hat gegeben“[4]

## Verbreitung
Da es sich bei Jonte um eine Koseform handelt, ist der Name als eingetragener Name in Schweden kaum verbreitet.
In Deutschland stieg die Popularität des Namens seit den späten 2000er Jahren rapide an, sodass der Name im Jahr 2021 bereits Rang 103 der Hitliste erreichte.
Besonders beliebt ist der Name in Norddeutschland. In der Region Nordwestniedersachsen erreichte er im Jahr 2020 bereits die Top-20.
Im Internationalen Handbuch für Vornamen ist der Name Jonte als geschlechtsneutraler Name angegeben. Jedoch wird er fast ausschließlich als männlicher Name verwendet.

## Varianten
Neben der schwedischen Variante Jonte existieren die deutlich selteneren finnischen Varianten Jontte, Jonttu und Juntti, sowie die derzeit statistisch nicht erfasste samische Variante Junte.

## Namensträger
- Jonte Volkmann (* 1990), deutscher Schauspieler und Sprecher
- Jonte Ramsten (* 1975), Tenor der finnischen A-Cappella-Gruppe Fork
- Jonte Jonas Weiland, Mitarbeiter des Hörfunksenders Fritz
- Jonathan „Jonte“ Jonsson, Gitarrist der schwedischen Death- und Thrash-Metal-Band Lethan
- Jonte Green (* 1989), US-amerikanischer Football-Spieler

### Fiktive Namensträger
- Jonte, Mitglied der Roten Rose in Astrid Lindgrens Kinderbüchern Kalle Blomquist
- Jonte, Mitschüler in der schwedischen Kinderserie Eva und Adam, der die anderen Kinder gerne ärgert
- Jonte, Junkie und ehemaliger Türsteher in Arne Dahls Kriminalroman Opferzahl